# Osasco
Osasco je grad u Brazilu, u državi São Paulo.
po procjenama iz 2009., ima 718.646 stanovnika.